# UEFA Champions League Fantasy
UEFA Champions League Fantasy é um Jogo eletrônico de futebol, estilo fantasy game, oficial da UEFA Champions League.
Ele é desenvolvido pela própria Uefa, e permite que torcedores do mundo inteiro joguem gratuitamente. E diferente do que acontece no Cartola FC, nesse você pode escalar 15 jogadores, sendo quatro reservas que podem ser passados para o time titular de um dia para o outro dentro da mesma rodada. O jogo de fantasia da UCL conta com mais de 1 milhão de jogadores. (raensports).